# Народы Корана
Народы Корана — народы и племена, упомянутые в Коране. К ним относятся адиты, айка, бану Исраил, мадьян, самуд, асхаб аль-Карья, асхаб ар-Расс и другие.

## Адиты
Адиты (араб. قوم عاد‎ — «народ 'Ад») — один из коренных народов Аравии, упоминаемых в Коране. Местом проживания адитов Коран называет аль-Ахкаф, который по мнению комментаторов располагался в пустыне Восточного Хадрамаута в Йемене. Согласно Корану, адиты долгое время жили в благоденствии, проявили высокомерие и не последовали за пророком Худом, призывавшим их к единобожию. В наказание за это на адитов была наслана засуха, а затем и ураган, уничтоживший их.
Согласно исламскому преданию, адиты были людьми большого роста и жили в городах под властью царей. После начавшейся засухи адиты направились в Мекку, просить у Аллаха дождя. Когда им были предложена на выбор одна из трёх туч, они выбрали самую тёмную, принёсшую с собой ураган. Ураганом, который бушевал семь ночей и восемь дней, были уничтожены все адиты, кроме Худа и нескольких праведников.

## Айкиты
Айкиты (араб. أصحاب الأيكة‎) — народ, который объявил лжецом пророка Шуайба и не принял его. Упомянут в Коране, в аятах Корана 26: 176—184.
Согласно Корану, Шуайб с группой верующих спасся от наказания постигшего мадьянитов и пошёл проповедовать к народу айки, которые жили неподалёку. Айкиты поклонялись идолам, занимались разбоем и обманом в торговле. Айкиты отвергли пришедшего к ним пророка Шуайба, и тогда Аллах послал на них засуху и неурожай. Засуха не вернула айкитов к вере, и Аллах послал на них облака, извергающие огонь, и полностью уничтожил айкитов.

## Асхаб аль-Карья
Асхаб аль-Карья (араб. أصحاب القرية‎ — «жители поселения»), (англ. People of Ya-Sin) или ахлю Антакья (араб. أهل أنطاكية‎ — «люди Антакьи») — жители небольшого селения в Антакье (Антиохии), которые отвергли посланников Аллаха.
Согласно Корану, к этому народу было послано два пророка, а затем ещё один. Когда пророки говорили, что они посланы Аллахом, жители селения обвиняли их во лжи и угрожали побиением камнями. В этот момент с окраины селения подошёл мужчина и стал призывать народ уверовать в Аллаха и выслушать его посланников. В ответ на это жители напали на этого человека и убили его, а Аллах обрадовал его вестью о том, что он стал обитателем рая. После этого посланники Аллаха вынуждены были уйти оттуда, и Аллах трубным гласом уничтожил этот народ.

## Асхаб аль-Ухдуд
Асхаб аль-Ухдуд (араб. أصحاب الأخدود‎) — предположительно йеменские иудеи во главе с Йусуфом Асаром, которые в 513 году н. э. сожгли в специально вырытом для этого рву христиан йеменского города Наджран. Упоминаются в (85:4—7) аятах Корана.
Согласно преданию, принявший иудаизм йеменский царь Йусуф Асар, беспокоясь растущим влиянием христианской Эфиопии, осадил и взял город в котором жило немало йеменских христиан. Из предложенного выбора между отречением от своей веры и смертью в огне, наджранцы предпочли мученическую смерть и были сожжены.
Некоторые толкователи Корана толкуют это место как отражение истории пророка Даниила<!-- это не может подтверждать, что́ толкователи сообщают об этом месте -->.

## Асхаб аль-Филь
Асхаб аль-Филь (араб. أصحاب الفيل‎ — «владельцы слона») — войска эфиопских христиан во главе с Абрахи аль-Ашрама аль-Хабашии. В конце VI века н. э. эфиопские христиане, владевшие Йеменом, двинулись в Хиджаз с целью разрушить Каабу, и прекратить паломничество к ней. Для реализации своих планов они хотели использовать слониху огромных размеров, однако по пути их ждали трудности: солдаты болели, слоны валились на землю, и вдобавок ко всему прилетела стая чёрных птиц (абабиль), которая стала забрасывать их камнями.
Согласно преданиям, это событие произошло в год рождения пророка Мухаммеда, и этот год получил название «год слона».

## Асхаб ар-Расс
Асхаб ар-Расс (араб. أصحاب الرس‎ — «люди ар-Расса», «люди колодца») — народ, который упоминается в Коране наряду с адитами и самудянами как пример людей, которых Аллах через своего пророка пытался наставить на путь истинный, но они отказались сделать это и творили на земле нечестие.
По мнению некоторых комментаторов Корана термин ар-Расс — это просто названием места, где жили люди. Другие же считали, что это какого-то источник воды (колодца, реки). Согласно исламскому преданию, асхаб ар-расс были потомками ранее уничтоженных самудян, жили около колодца в Йамаме и страдали от нападений гигантских птиц — анка. Пророк Ханзала ибн Сафван молил Бога спасти людей, и птицы исчезли. Однако народ Ханзалы не внял проповедям своего пророка, и даже сбросил его в колодец. В наказание за грехи, совершённые людьми, Аллах их уничтожил. Существуют предположения о том, что «люди колодца» могли жить либо в Йамаме, либо в Азербайджане, либо в Антакье.

## Бану Исраил
Бану Исраил (араб. بنو إسرائيل‎ — «сыны Израиля») — одно из названий еврейского народа. Упоминается в Коране около 40 раз в большей части в связи с рассказами о жизни пророка Мусы (Моисея) и исходе еврейского народа из Египта.
Имя «Израиль» было одним из имён пророка Якуба, от которого произошли 12 колен израилевых. Оно упоминается в кораническом аяте 3: 93, а на арамейском языке означает «раб Бога». В некоторых аятах среди бану Исраил назван и пророк Иса (Иисус).

## Мадьяниты
Мадьяниты (араб. مدين (مدينة)‎ — нечестивое племя, которое проживало на территории Аравии и для увещевания которого Аллах послал пророка Шуайба.
Согласно Корану, народ пророка Шуайба впал в идолопоклонство и стал совершать грехи, среди которых были обман в торговле и прочие аморальные деяния. Аллах направил к ним пророка Шуайба для проповеди, но предводители мадьянитов ответили ему отказом, пригрозив заодно изгнанием из города. Люди из различных регионов приходили к Шуайбу для принятия веры, однако мадьяниты отвергли его и начали распространять клевету на него. Пророк Шуайб пригрозил им скорейшим наказанием, но мадьяниты его не послушали, и Аллах уничтожил их землетрясением. Избежав землетрясения, пророк Шуайб отправился к айкитам, но и те отвергли его и были уничтожены. После уничтожения айки Шуайб вместе со своими последователями вернулся в Мадьян.

## Самудяне
Самудяне (араб. ثمود‎) — один из исчезнувших народов Аравии, о которых в Коране сообщается, что они были потомками адита по имени Самуд. Местом обитания самудян считается Хиджр.
Согласно Корану, самудяне занимались земледелием, жили среди садов и благоденствовали. Их жилища находились в горах. Со временем они стали поклоняться идолам, и тогда к ним был послан пророк Салих с призывом уверовать в Аллаха, однако они отвергли его и объявили лжецом. Для доказательства пророческой миссии они потребовали, чтобы он показал им чудеса. Салих удовлетворил просьбу самудян превратить скалу в верблюдицу и пригрозил им наказанием в том случае, если они причинят ей вред. Самудяне ослушались Салиха и попросили показать то, каким будет их наказание за их неверие. За свои прегрешения самудяне были уничтожены землетрясением. Салих и другие выжившие самудяне ушли в Сирию, согласно другим преданиям они поселились в Мекке или Хадрамауте.

## Тубба
Народ Тубба (араб. تُبّْع‎) — в Коране: народ не принявший посланного к ним пророка и погубленный за это.
Народ Тубба упоминается в суре «Дым». В ответ на нападки неверующих Аллах говорит пророку Мухаммаду: «Они ли лучше или народ Тубба и те, которые раньше? Их Мы погубили, ведь они были грешниками». Тубба были погублены за неверие, как были погублены адиты, самудяне, мадйаниты. В суре «Каф» Аллах говорит: «…и сад, и Фир’аун, и братья Лута, и обитатели аль-Айки, и народ Тубба — все сочли лжецами посланников, и оправдалась Моя угроза».
Во времена пророка Мухаммада термином тубба называли некоего чужеземного аравийского царя, который некогда совершил поход в Хиджаз, но был отогнан. Выражение «народ Тубба» (народ Туббы) могло означать нечто подобное «народу Нуха», а Тубба — пророк, или аналогичное «Фир’аун и его войско», тогда Тубба — неправедный тиран вроде Фир’ауна (фараона). Постепенно толкователи Корана склонились к тому, что Тубба был праведником. Среди возможных прототипов Туббы назывался Абу Кариб Асад. Возможно в Коране имеется в виду предание о походе некоего аравийского царя в Хиджаз. Царь мог быть из Йемена или и из Северной Аравии. Аллах остановил поход и помог разбить врага. Об этом и напоминает Коран, объясняя поражение «народа Тубба» волей Аллаха и тем, что этот народ был неверующим и не послушал некоего пророка.

## Яджудж и Маджудж
Яджудж и Маджудж (араб. يأجوج ومأجوج‎ — «Гог и Магог») — воинственные народы, которые происходят от сына Нуха Йафеса. Они будут совершать набеги на соседние народы и являются знамениями Судного дня. Упоминаются в Коране в истории Зуль-Карнайна и соответствует библейским племенам Гог и Магог.
Согласно Корану, некий народ, который лишь немного понимал речь Зуль-Карнайна воззвал к нему с просьбой защитить от народов яджудж и маджудж. И тогда Зуль-Карнайн, велев им принести железо и медь, с помощью Аллаха соорудил преграду, через которую эти народы не могут не перейти, не пробить брешь. Во времена близкие ко дню страшного суда они прорвут эту стену и заполонят землю.
Согласно преданию, яджудж и маджудж — существа огромных размеров, а у некоторых из них огромные уши, которыми можно закрыть всё тело. Каждую ночь они подтачивают стену, возведённую Зуль-Карнайном, но Аллах наутро уничтожает всё, сделанное ими. Когда же они в конце концов прорвут её, то начнут опустошительное вторжение на другие народы, которое произойдёт после второго пришествия пророка Исы (Иисуса). Победив Даджаля, Иса и его сподвижники пойдут на войну против этих народов, но не смогут победить их. Увидев, что их положение становится всё хуже и хуже, верующие будут молить Аллаха о помощи, и Аллах пошлёт на яджудж и маджудж червей, которые закупорят их носы, рты и уши и уничтожат эти племена. Нашествие яджудж и маджудж будет одним из самых больших бедствий в истории человечества.

## Цитаты из Корана
- Разве до них не дошли рассказы о тех, кто жил до них: народе Нуха (Ноя), адитах, самудянах, народе Ибрахима (Авраама), жителях Мадьяна и опрокинутых селений (селений народа Лута)? Посланники приходили к ним с ясными знамениями. Аллах не был несправедлив к ним — они сами поступали несправедливо по отношению к себе. (Коран, 9:70 / пер. Кулиева)
- До них посланников сочли лжецами народ Нуха (Ноя), адиты и Фараон, владыка кольев, самудяне, народ Лута (Лота) и жители Айки. Это были соумышленники. (Коран, 38:12-13 / пер. Кулиева)
- До них сочли лжецами посланников народ Нуха (Ноя), жители Раса и самудяне, адиты, народ Фараона и братья Лута (Лота), жители Айки и народ Тубба (Тобба). Все они сочли лжецами посланников, и сбылась Моя угроза. (Коран, 50:12-13 / пер. Кулиева)